# Stagno di Zugru Trottu
Lo stagno di Zugru Trottu è una zona umida situata lungo la costa occidentale della Sardegna, all'altezza del golfo di Oristano. Appartiene amministrativamente al comune di Arborea e ricade all'interno dell'area SIC ITB030016 che condivide con gli stagni di S'Ena Arrubia e Pauli Grabiolas.